# Броди-Малі (Мазовецьке воєводство)
Броди-Малі (пол. Brody Małe) — село в Польщі, у гміні Мала Весь Плоцького повіту Мазовецького воєводства.
У 1975-1998 роках село належало до Плоцького воєводства.